# Anna Papiol i Constantí
Anna Papiol i Constantí (nascuda en 1946) és una filòloga catalana. És doctora en Filologia per la Universitat de Barcelona. Fou Directora de Planificació Estratègica de l'Escola Superior de Disseny (ESDi) i és professora de literatura i comunicació. Ha estat docent a l'escola Elisava i ha impartit classes a la Universitat Pompeu Fabra.
És autora del llibre La Mirada de Narcís, amb el qual va guanyar el Premi Joan Fuster d'assaig en 1993. També és coautora amb Joan Vinyets de ¿Otro consumo es posible? (2003). A les eleccions municipals espanyoles de 2015 fou candidata a l'ajuntament de Palafrugell per la candidatura Entesa per Palafrugell.

## Texts
- La mirada de Narcís (1994), ISBN 8475024173
- El perdurable i l'efímer, Temes de Disseny, 1997
- ¿Otro consumo es posible? (2003), ISBN 978-84-7948-981-6